# Who You?
"Who You?" (hangul: 니가 뭔데; rr: Niga Mwonde) é uma canção gravada do cantor e rapper sul-coreano G-Dragon. Foi lançada em 13 de novembro de 2013 pela YG Entertainment, como o quarto e último single de seu segundo álbum de estúdio Coup d'Etat (2013). Composta por G-Dragon e produzida por Kush e Choice37, "Who You?" posicionou-se no topo da parada da Gaon e foi indicada aos prêmios de Canção do Ano e Prêmio de Popularidade do Internauta no Melon Music Awards do mesmo ano.

## Antecedentes e composição
Durante o desenvolvimento inicial da produção de "Who You?" realizada por Kush, G-Dragon ouviu-a no estúdio de gravação do mesmo, enquanto lhe realizava uma visita, e gostou tanto da canção, que pediu a Kush para gravá-la. Após receber "Who You", G-Dragon reescreveu suas letras e modificou sua melodia. Mais tarde, Kush foi ao estúdio da YG Entertainment e refez o trabalho de gravação da canção, que também incluiu Choice37 como um de seus produtores. Originalmente, "Who You" foi nomeada como "Fuck You", G-Dragon explicou a razão da mudança de título dizendo: "O conteúdo da canção é bastante óbvio. É sobre ficar com raiva de sua mulher, e a única coisa que você quer dizer é: 'Fuck You'. Mas não podemos fazer isso na Coreia. Então, mudamos o nome para ‘Hate You’ e depois acabou se tornando ‘Who You?'".
Uma versão em língua japonesa de "Who You?" foi lançada em Coup d'Etat + One of a Kind & Heartbreaker (2013), primeiro álbum de estúdio japonês de G-Dragon, contendo letras adicionais de Verbal.

## Vídeo musical
O vídeo musical de "Who You?" foi dirigido por Han Sa-min e filmado em 5 de outubro de 2013, no Centro de Exposição Internacional da Coreia (KINTEX), localizado na cidade de Goyang. A produção contou com a presença de mil fãs convidados para as filmagens, cujas imagens foram utilizadas no vídeo musical. O cenário de "Who You" consistiu de G-Dragon em uma caixa especial de vidro transparente de aproximadamente cinquenta metros, que exibiu seus pertences pessoais, incluindo sua coleção de brinquedos, roupas, sapatos e carro. Seu conceito leva os espectadores à uma realidade em que o público observa sua vida, esperando que ele se apresente ou se comporte fora de um contexto, algo parecido com alguém que perdeu a liberdade. A produção foi lançada no horário local coreano ás oito horas e oito minutos da noite do dia 13 de novembro de 2013, devido a afeição de G-Dragon pelo número oito. Previamente em 7 de novembro, uma versão japonesa de duração curta foi divulgada pela YG Entertainment como parte das promoções do álbum Coup d'Etat + One of a Kind & Heartbreaker (2013).
Em 10 de setembro de 2018, o vídeo musical atingiu mais de cem milhões de visualizações na plataforma de vídeos Youtube, tornando-o segundo vídeo de G-Dragon a conquistar tal feito.

## Desempenho nas paradas musicais
Na Coreia do Sul, "Who You?" estreou no topo da Gaon Digital Chart e Gaon Download Chart, com vendas de 347,616 mil downloads digitais pagos, e posicionou-se em seu pico de número dois na Gaon Streaming Chart por duas semanas consecutivas, obtendo em sua primeira semana na parada mais de três milhões de transmissões. Nos Estados Unidos, a canção atingiu a posição de número seis na Billboard World Digital Songs.

### Posições
| Paradas (2013)                                 | Melhor posição |
| ---------------------------------------------- | -------------- |
| Coreia do Sul (Gaon Weekly Digital Chart)      | 1              |
| Coreia do Sul (Gaon Monthly Digital Chart)     | 3              |
| Coreia do Sul (Gaon Weekly Download Chart)     | 1              |
| Coreia do Sul (Gaon Weekly Streaming Chart)    | 2              |
| Coreia do Sul (Billboard K-pop Hot 100)        | 4              |
| Estados Unidos (Billboard World Digital Songs) | 6              |

### Vendas
| País          | Parada                     | Vendas  |
| ------------- | -------------------------- | ------- |
| Coreia do Sul | Gaon Download Chart (2013) | 957,657 |

### Vitórias em programas de música
"Who You?" recebeu uma vitória em programas de música sul-coreanos, o single competiu com outras canções de G-Dragon do mesmo álbum, como "Black", "Coup d'Etat" e "Crooked". Todas estas canções venceram pelo menos uma vez, o que fez com que G-Dragon conquistasse o feito de ser o primeiro artista a vencer diversos programas de música, com quatro canções diferentes de um único álbum.
| Data                   | Programa   | Emissora |
| ---------------------- | ---------- | -------- |
| 20 de setembro de 2013 | Music Bank | KBS      |